# Johann Hieronymus Chemnitz
Johann Hieronymus Chemnitz (Magdeburgo, 10 ottobre 1730 – Copenaghen, 12 ottobre 1800) è stato un presbitero e naturalista tedesco, e concologo.

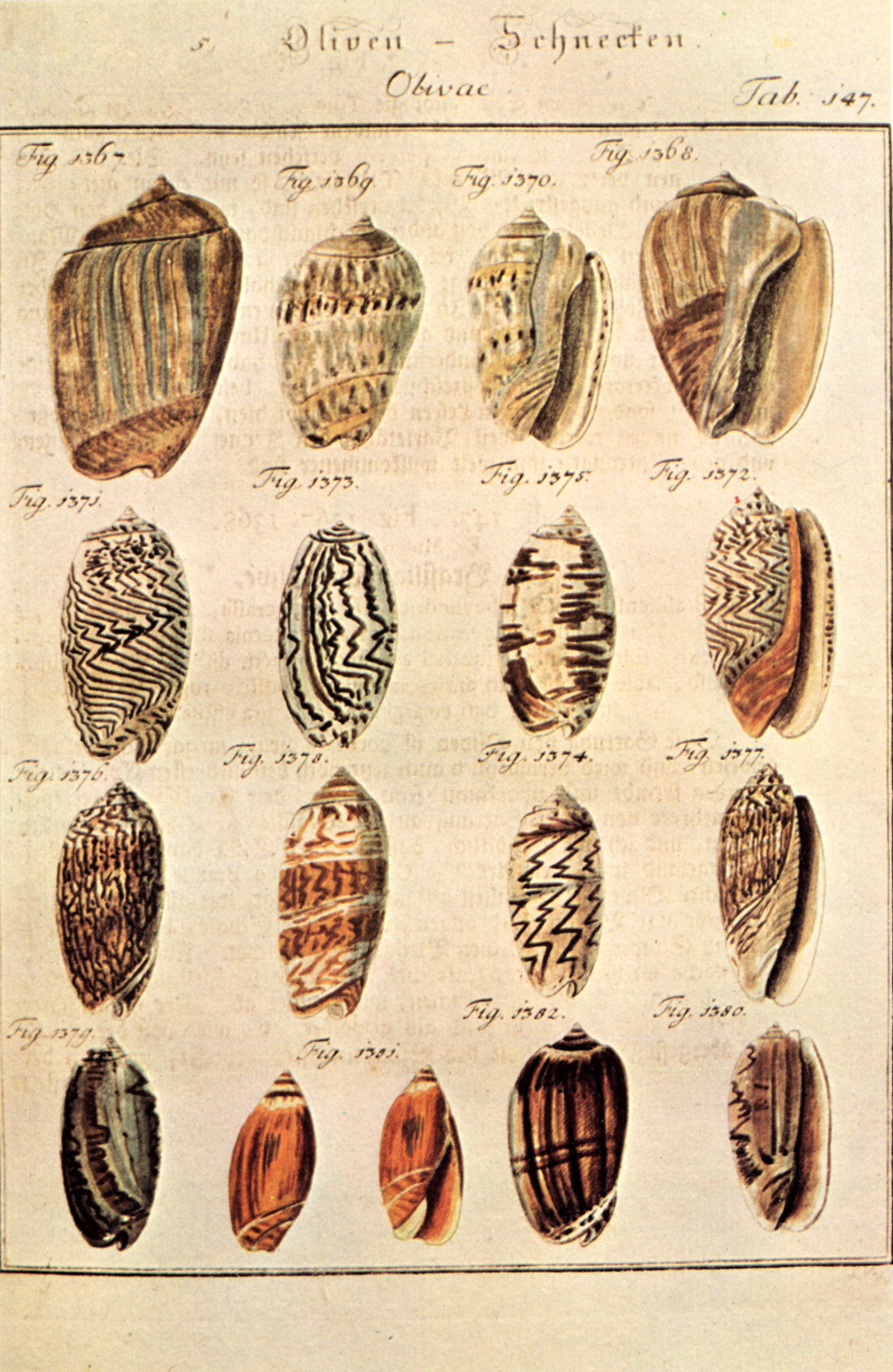
Rappresentazione di Olividae estratte da Neues systematisches Conchylien-Cabinet

Questo sacerdote di Magdeburgo continua a pubblicare dal 1779 un'opera a colori riccamente illustrata sulle conchiglie: Neues systematisches Conchylien-Cabinet, iniziata da Friedrich Wilhelm Martini (1729-1778), morto due anni dopo la pubblicazione del terzo volume, aggiungendo ai tre originari altri otto volumi tra il 1779 e il 1795. Anche se entrambi gli autori non utilizzano ancora il sistema binomiale, sono considerati come gli autori delle numerose specie che vi sono illustrate.
Ha studiato a Halle, città universitaria. Chemnitz dal 1757 al 1768 era predicatore presso l'Ambasciata Reale danese di Vienna. Dopo un periodo a Rendsburg, il 20 gennaio 1769 risulta predicatore presso la guarnigione tedesca a Helsingør. Dal 1771 è stato un predicatore di guarnigione a Copenaghen.
Oltre al suo lavoro pastorale, Johann Chemnitz si dedicava allo studio delle conchiglie per conservarle in una collezione. Chemnitz è stato dal 1763 all'Accademia Cesarea Leopoldina e dal 1782 all'Akademie gemeinnütziger Wissenschaften (Accademia delle Scienze) di Erfurt. Chemnitz è stato nominato nel 1796 su iniziativa di Ernst Wilhelm Martius, contro l'opposizione dei membri di maggioranza della società, come membro onorario della Società Botanica di Ratisbona.
Chemnitz ha utilizzato molti esemplari dal gabinetto delle curiosità del re di Danimarca Federico V, il cui tutore era Lorenz Spengler (1720-1807). Chemnitz ha iniziato con una collezione di semigusci prima di raccogliere conchiglie intere. Il suo maestro era Christian Hee Hwass (1731–1803).
La raccolta di Chemnitz il 7 dicembre 1802 è stata messa all'asta a Copenaghen. L'Accademia delle Scienze dell'Impero Russo di San Pietroburgo ha acquisito la collezione, che è conservata oggi a San Pietroburgo.

## Pubblicazioni
- Einweihungsrede in der Kgl. Dänischen Gesandtschaftskapelle zu Wien, Leipzig, 1759
- Kleine Beyträge zur Testaceologie, oder zur Erkenntnis Gottes aus den Conchylien, Nürnberg 1760
- Von dem Zustande der Evangelischen und ihrem Gottesdienste in Wien, Wien 1761
- Nachricht von dem Zustande der Dänischen Gesandtschafts-Kapelle zu Wien; Wien 1761
- Nachrichten von einer neu angelegten Schule bei der Kgl. Dänischen Gesandtschafts-Kapelle zu Wien; Wien 1763-1768
- Bußpredigt wegen des Erdbebens zu Comorra in Ungarn, 1763
- Georg Eberhard Rumphs oder Plinii Indici, Amboinische Raritätenkammer oder Abhandlung von den Steinschaaligen Theieren, welche man Schnecken und Muscheln nennet, aus dem holländischen übersetzt von Philipp Ludwig Statius Müller und mit Zusätzen aus den besten Schriftstellern der Conchyliologie vermehrt von J. H. Chemnitz, Wien 1766
- Von der Lieblichkeit eines seligen Todes, Wien 1766
- Abschiedsrede in der Kgl. Dänischen Gesandtschafts-Kapelle, Wien 1768
- Neues systematisches Conchylien-Cabinet, geordnet und beschrieben von Friedrich Heinrich Martini Bd. 4-11, 1779-1796
- Von einen Geschlechte vielschaaliger Conchylien mit sichtbaren Gelenken, welche beym Linné Chitons heißen, Nürnberg 1784
- Lebensgeschichte des verdienstvollen Herrn Gabriel Nikolaus Raspe, 1787
- Theorie vom Ursprunge der Perlen, 1777-1779